# Galmbach (Kailbach)

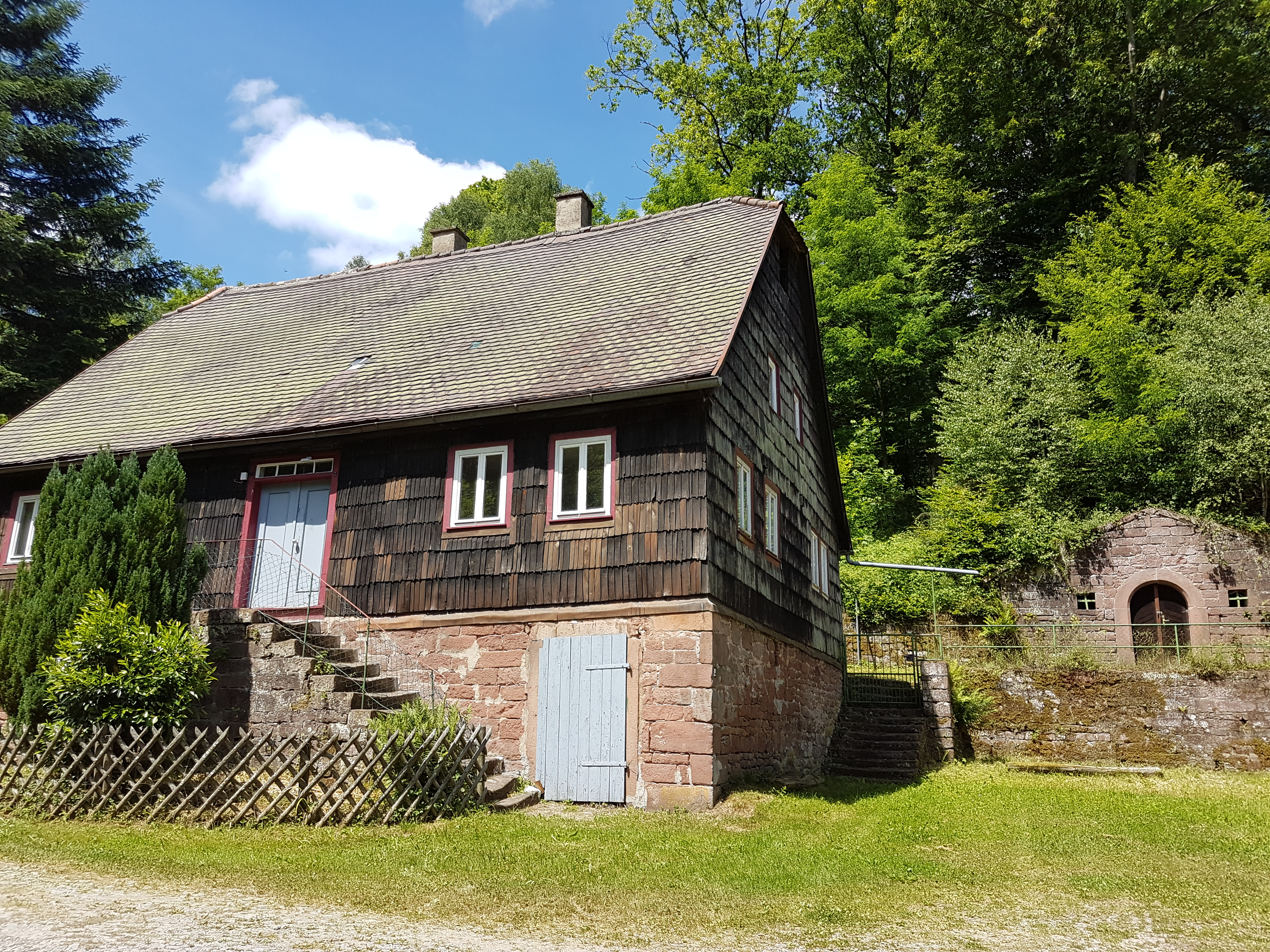
Forsthaus Eduardsthal in der Wüstung Galmbach 2017

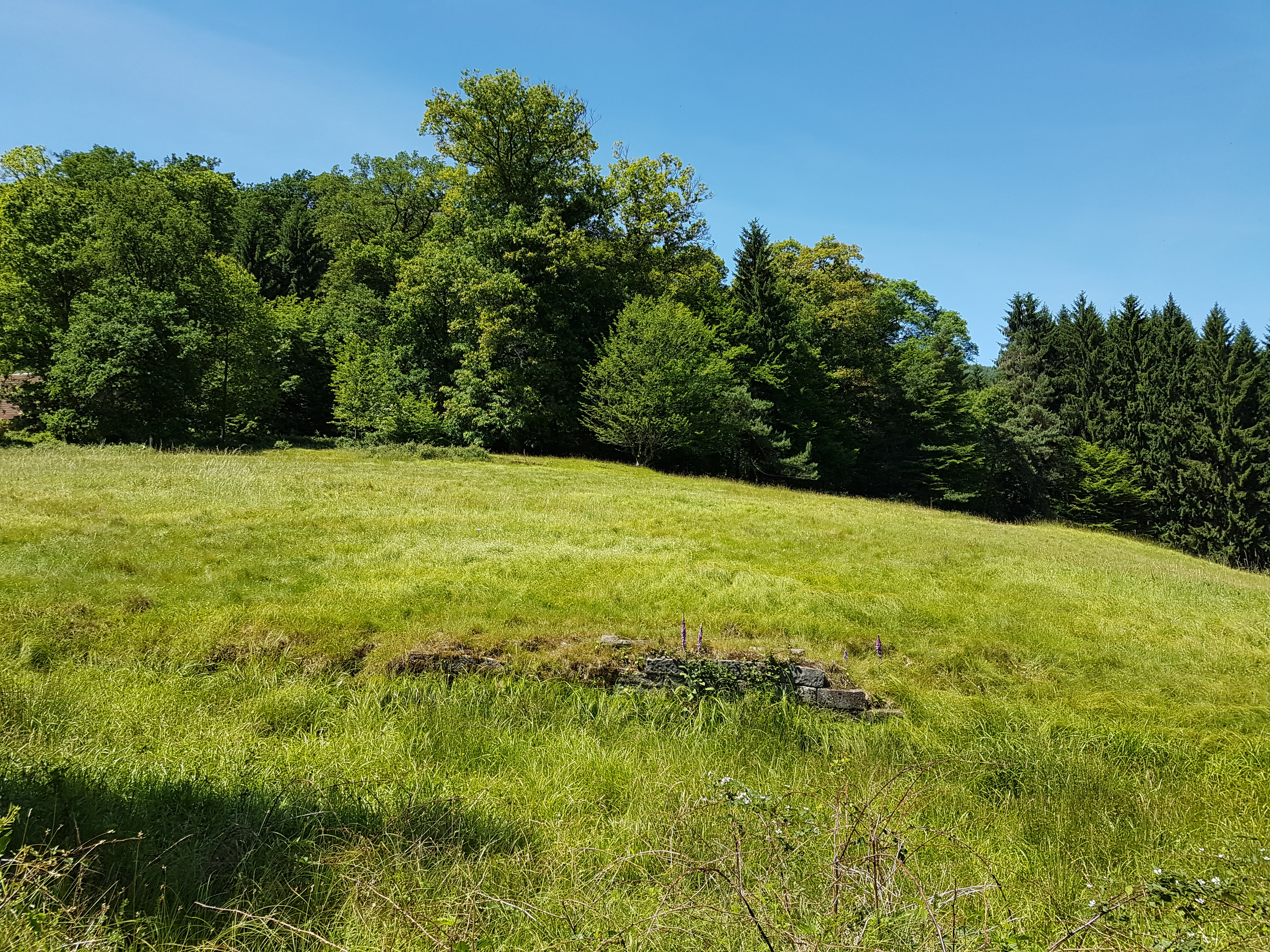
Mauerreste eines ehemaligen Gebäudes in Galmbach 2017

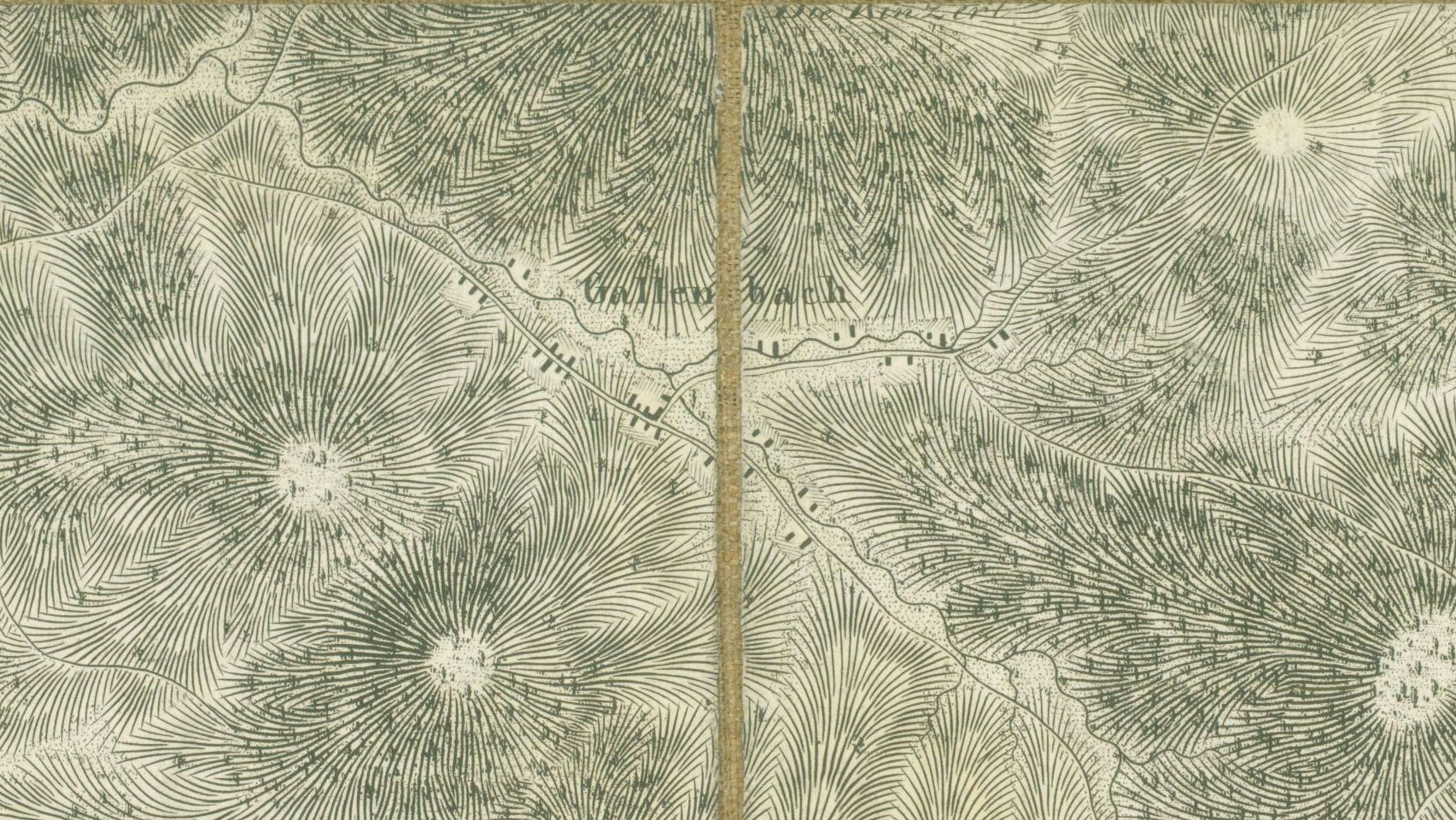
Ausschnitt aus der Haas´schen Karte von etwa 1800 mit Galmbach, welches hier noch als Gallenbach bezeichnet wird.

Galmbach ist eine Wüstung in der Gemarkung Kailbach der Stadt Oberzent im Odenwaldkreis in Hessen. Nach dem Erlöschen der Siedlung entstand an dieser Stelle das Forsthaus Eduardsthal des fürstlichen Hauses Leiningen.

## Geographische Lage
Das Dorf Galmbach lag in dem linken südöstlichen Seitental des Itterbaches, das der Galmbach, kurz oberhalb von Kailbach mündend, tief in das Gebirge des Buntsandstein-Odenwalds eingekerbt hat. Dieses schmale Tal ragt als hessisches Staatsgebiet wie ein Finger tief in badisches Gebiet hinein und ist der südöstlichste Teil Hessens. Nach dreieinhalb Kilometer Wegstrecke von Norden her dem Galmbach entlang erreicht man einen Talkessel mit einer rautenförmigen Grundfläche von rund 30 Hektar. Hier lag das Dorf Galmbach in 370 Meter Höhe. Der Talkessel ist allseitig umgeben von einem Kranz steil und hoch aufragender Odenwaldgipfel. Zu ihnen zählen, eben rechts des Galmbachs etwa im Norden beginnend und im Uhrzeigersinn aufgezählt:
- Sachsenberg (499,3 m ü. NN)
- Kinzert (553,2 m ü. NN), der über den Heidenbuckel ins Tal abfällt
- Lenzberg (549,7 m ü. NN)
- Dickbuckel (564 m ü. NN) mit seinem gleichfalls Lenzberg genannten breiten Sporn
- Reisenberg (567,8 m ü. NN)
- Hart (581 m ü. NN), unter dem sich die Schwanne in den Talgrund zieht
- Köpfchen (571 m ü. NN) mit einem nördlichen Nebengipfel (553,1 m ü. NN) und dessen Talhang Lichtewald
- Salzlackenkopf (576,1 m ü. NN), hinter dem Nebengipfel des Köpfchens verdeckt
- Schildenberg (552,3 m ü. NN) mit einem südlichen Nebengipfel (über 550 m ü. NN)

Im Talkessel von Galmbach sammeln sich aus allen Himmelsrichtungen die Wasser, die den Galmbach speisen. Die kurzen Hauptquellbäche kommen von Osten, aus dem Einschnitt zwischen Heidenbuckel und Lenzberg, und aus dem Süden, dort vom Hart und seinen Nachbargipfeln gespeist. Wo sich im Talgrund alle Quellbäche vereinigen, ist ein kleiner Weiher aufgestaut. Der Weiher befindet sich an der ehemaligen Dorfgrenze.

## Geschichte

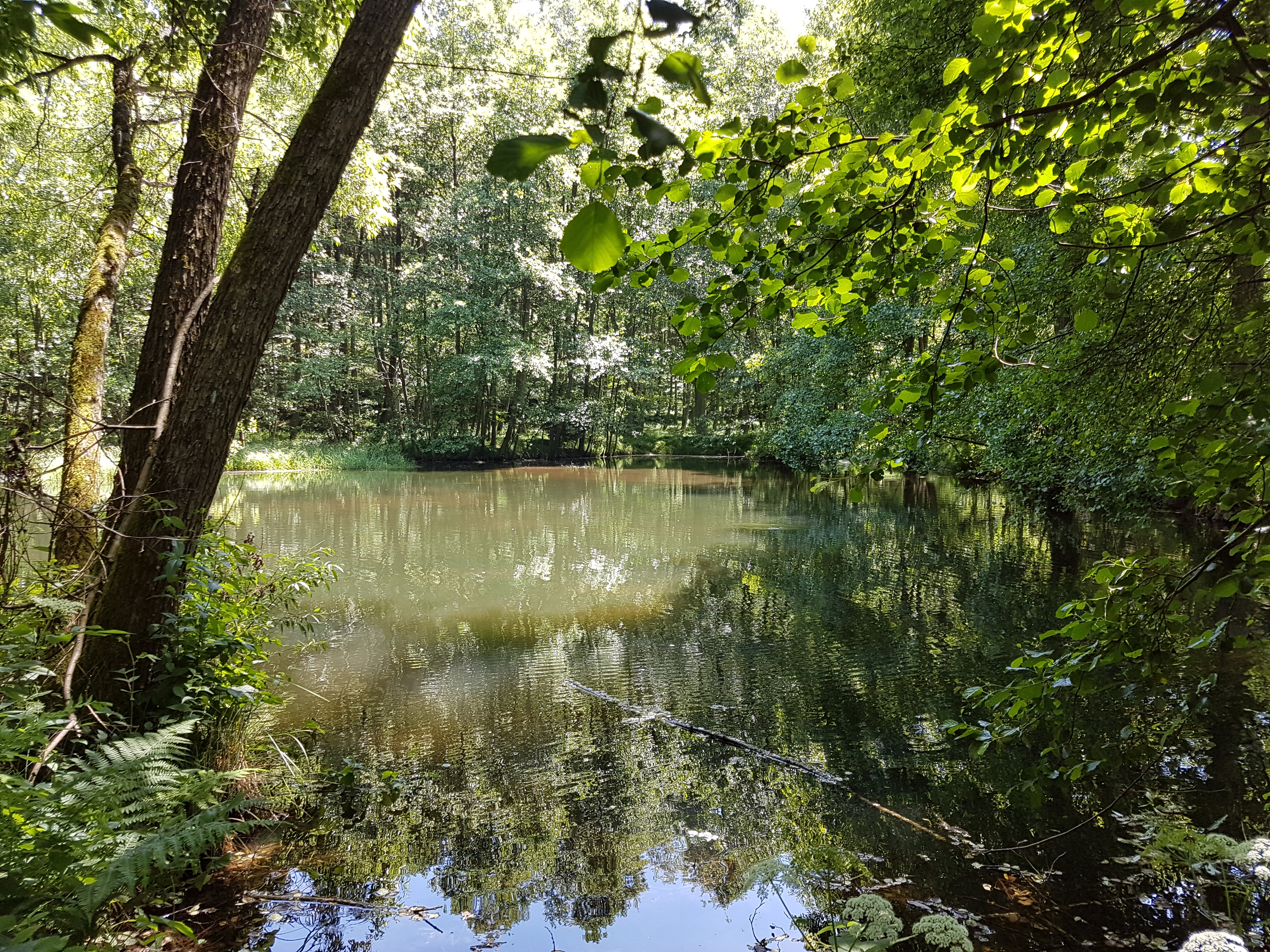
Stauweiher der Wüstung Galmbach am ehemaligen Ortsrand 2017

Der Ort „Gollenbach“ ist seit 1443 urkundlich nachgewiesen. Seinen Namen hatte er von den nassen Talbereichen, die „Gollen“ genannt wurden. Im 16. Jahrhundert gab es die Namensform Gallenbach. Im 18. Jahrhundert bestanden in dem abgeschiedenen Tal mindestens 12 Bauerngüter, die durch Erbteilung aber stark zersplittert waren. 1806 kam Gallenbach mit dem Erbach-Fürstenauischen Amt Freienstein zum Großherzogtum Hessen. Nach 1800 brachten Missernten die Bewohner des nun Galmbach genannten Dorfes in Not. 1828 zählte Galmbach noch 19 Häuser und 149 Einwohner.
In der Zeit von 1832 bis 1836 erwarb das fürstliche Haus Leiningen nach und nach alle Grundstücke der Gemarkung Galmbach, um den leiningischen Wildpark abzurunden. Was an Gebäuden geeignet war, wurde erhalten, der Rest wurde auf Abbruch versteigert oder verfiel. Nur ein Forsthaus für die leiningischen Forstbediensteten blieb und ist heute als Wochenendhaus verpachtet.
Die Gemeinde Galmbach wurde 1836 aufgelöst. An ihrer Stelle wurde die selbständige Gemarkung Eduardsthal geschaffen, benannt nach dem Sohn des Leininger Fürsten Karl. Diese wiederum wurde durch Beschluss der hessischen Landesregierung zugleich mit einer Reihe anderer selbständiger Gemarkungen mit Wirkung ab 1. April 1953 aufgelöst. Sie wurde in die Gemeinde Kailbach jenseits eingemeindet. Dieser hinsichtlich der Kreisumlage rechtlich offenbar unzureichende Kabinettsbeschluss wurde durch das Gesetz über die Eingemeindung gemeindefreier Grundstücke im Regierungsbezirk Darmstadt vom 4. Juli 1966 (GVBl. I S. 177) rückwirkend bestätigt.

## Andere Wüstungen im Odenwald
Einer anderen aufgegebenen Gemeinde nördlich von Galmbach namens Neubrunn, die an der Straße von Kailbach nach Kirchzell lag, gab der Fürst von Leiningen nach einem anderen Sohn den Namen Ernsttal. Auch in den wenig südlich von Galmbach gelegenen Dörfern Sondernach (unmittelbar in der Nähe des Weilers Reisenbacher Grund gelegen) sowie Ober- und Unterferdinandsdorf, alle im Bereich des heute markgräflich Badischen Forsts gelegen, aber auch in Wiesenthal, Michelbuch oder Dürr-Ellenbach konnte der karge Boden seine Bewohner nicht mehr ernähren, so dass diese in der ersten Hälfte des 19. Jahrhunderts wegzogen oder auswanderten. Ihre Dörfer hörten auf zu bestehen.

## Film
- Das verlassene Dorf Galmbach von Manfred Giebenhain, Steinbock Mediaagentur, 2021